# Bogen (Germania)
Bogen è un comune tedesco di 10 147 abitanti, situato nel land della Baviera (circondario di Straubing-Bogen), situato a 322 metri s.l.m.

## Amministrazione

### Gemellaggi
- Arco ( Italia)
- Arthez-de-Béarn ( Francia)
- Schotten ( Germania)
- Sortavala ( Russia)
- Wilhering ( Austria)